# 法学方法論
法学方法論（ほうがくほうほうろん、juristische MethodenlehreないしMethodenlehre der Rechtswissenschaft）とは、法に関する知見の在り方を考察するものである。以下に、日本の法学の方法に大きな影響を与えた大陸法の方法論について、条文解釈で用いられる法的推論のひとつを紹介する。

## 法的三段論法
古代ギリシアのアリストテレスの論理学を淵源とし、その後、一般的な法と正義を実現するものの中核として位置付けられた。つまり、これによって全般的な法による秩序維持と正義が実現されるものと捉えられていた。しかし、近代社会の法概念によって、法に胚胎される正義と法的論理によって導かれる正義の相違が自覚されるようになり、法的三段論法は後者を担うものとして捉え直されるようになった。正しい法的推論というものは無いけれども、或る望ましい推論を定めてそれに向けて改善してゆくことは可能であることが明らかになってきた。
法的三段論法は、抽象的なルールとしての法規範を、生活関係（Lebensverhältnisse）に当て嵌める形式として捉えられる。これがいわゆる法の適用である。大体次のような手続を踏んでなされる。
1. 法規範を一つ一つの要件と効果に分解し、それぞれ解釈するが、この解釈とは、分解された要件および効果を価値判断によって、ひとつの法的価値としてまとめあげることである。したがって、解釈者の経験や法的世界観によって異なる可能性はある。
2. 生活関係を一つ一つの事実に分解し、上記の法規範の要件にあてはめ、妥当であれば、事実は要件に包摂されたことになる。この包摂に際しても価値判断がなされる。上記の価値判断は解釈の方向性、すなわち解釈において何が優先されるべきか等を与えるのに対して、この価値判断は事実関係における利害的調整を主な目的とする。なお、上記と同様にこれらは解釈する者によって異なる可能性はある。

1. すべての事実が要件に包摂されたとき、効果は明らかとなる。

これをまとめれば、
第一段階　定立規範の要素的分解
第二段階　具体的事実の要素的分解および定立規範へのあてはめ
第三段階　結論
の三つの段階を経て、法的結論に至ることから法的三段論法と呼ばれるのである。
ここで注意しなければならないのは、この法的三段論法とは、法的価値判断による三段論法であり、いわゆる価値判断を含まない論理学の三段論法とはその結論が異なることである。すなわち、法的三段論法とは論理的で価値判断を伴わない結論（結果）を求めるのではなく、多くの場合、結論（結果）を正当化するために使用される手段であるということである。
人工知能に法的推論を委ねることは否定的な見方もある一方、むしろ人類の歴史が「人の支配」から合理的な「法の支配」に発展してきた、ということを考えれば、むしろそれは究極の合理的手段であるとの肯定する見方もある。